# Edward Badeley
Edward Lowth Badeley QC (1803 ou 1804 - 1868) est un avocat ecclésiastique anglais et membre du mouvement d'Oxford qui est impliqué dans certaines des affaires les plus notoires du XIXe siècle.

## Jeunesse
Né en 1803 ou 1804, Edward est le fils cadet du médecin John Badeley et de sa femme, Charlotte Brackenbury de Chelmsford. Il est diplômé avec les honneurs de deuxième classe du Brasenose College, Oxford, en 1823 avec un baccalauréat ès arts en classiques et obtient son diplôme de maîtrise ès arts en 1828. Il est appelé au barreau par l'Inner Temple en 1841.
Il commence à pratiquer sur le circuit domestique mais est attiré par le droit ecclésiastique. Badeley rencontre John Henry Newman en 1837 et devient un adhérent à son courant peu de temps après. Il s'associe rapidement à ses collègues avocats anglo-catholiques James Hope-Scott et Edward Bellasis pour défendre le Mouvement d'Oxford.
En 1848, il comparait pour les opposants à la nomination de Renn Hampden comme évêque de Hereford. En 1849, une commission est créée pour revoir l'interdiction de mariage avec la sœur d'une épouse décédée, une pratique qui devait rester illégale au Royaume-Uni jusqu'à la loi de 1907 sur le mariage de la sœur de l'épouse décédée. Badeley fait une soumission, communiquée par Edward Bouverie Pusey, s'opposant à toute modification de la loi.

## Jugement Gorham
Badeley comparait pour Henry Phillpotts, l'évêque d'Exeter, devant le comité judiciaire du Conseil privé lorsque George Cornelius Gorham fait appel du refus de Phillpotts de le confirmer au bénéfice de Brampford Speke. Le Conseil Privé renverse la décision de l'évêque, en confirmant Gorham dans son poste et est vu pour imposant l'autorité séculière au-dessus de l'autorité canonique, provoquant un grand scandale. À l'été 1850, Badeley, Henry Edward Manning et 12 autres anglicans éminents appellent l'Église d'Angleterre à répudier les vues que le Conseil privé a exprimées sur le baptême. Il n'y a pas de réponse et Badeley est l'un des nombreux qui rejoignent l'Église catholique romaine en 1852.

## Dernières années
Badeley est l'avocat adjoint de Sir Alexander Cockburn dans la défense de John Henry Newman lorsqu'il est poursuivi pour diffamation par Giacinto Achilli en 1852. Badeley conseille fréquemment Newman sur des questions juridiques par la suite, conseillant que Newman rejette le retrait partiel de Charles Kingsley de son jibe satirique selon lequel Newman se souciait peu de la vérité et l'encourageant à écrire l'Apologia Pro Vita Sua en réponse.
Une grande partie de sa pratique ultérieure concerne les fiducies et les organismes de bienfaisance. En 1865, dans l'affaire Constance Kent, il soutient, contre une opinion bien établie, que le principe du privilège des prêtres-pénitents s'applique en droit anglais.
Il entretient une amitié et une correspondance de toute une vie avec Hope-Scott et sa famille et Newman lui dédie ses vers à diverses occasions en guise de gratitude pour son soutien dans le procès Achilli. Badeley meurt le 29 mars 1868 dans ses appartements du 13 Paper Buildings de l'Inner Temple.